# Miguel Ángel García-Lomas Mata
Miguel Ángel García-Lomas Mata (Madrid, 24 d'abril de 1912 - 24 de setembre de 1976) va ser un polític i arquitecte espanyol, alcalde de Madrid.

## Arquitectura
Com a arquitecte va participar en el projecte de construcció dels Nous Ministeris en el Passeig de la Castellana de Madrid.

## Activitat política
El seu càrrec més important el va aconseguir quan el van nomenar alcalde de Madrid al juny de 1973, després que designessin com a ministre al seu predecessor, Carlos Arias Navarro. Durant el seu mandat s'adeqüen per a vinants alguns carrers propers a la Puerta del Sol, i es van concloure les obres de la M-30. La seva labor no va estar exempta de polèmica, com va ser la demolició del mercat d'Olavide. Va deixar el càrrec en els primers mesos de 1976, morint pocs mesos després. També havia estat Consejero del Reino.